# Jerusalem (hymn)
Jerusalem är en fosterländsk engelsk hymn, efter en dikt av William Blake. Den återfinns i förordet till hans verk Milton (1804) och tonsattes 1916 av Hubert Parry.
Poemet inspirerades av en legend om att Jesus som ung, tillsammans med Josef från Arimataia, skulle ha besökt Glastonbury i sydvästra England, via en närbelägen romersk hamn. 
Dess första rader lyder "And did those feet in ancient time / Walk upon Englands mountains green". Titeln "Jerusalem" syftar bl.a. på sista strofen: "Till we have built Jerusalem, / In Englands green & pleasant Land".
Sången ingår sedan länge i den årligen återkommande, TV-sända, konserten Last Night of the Proms i Royal Albert Hall. 
Englands cricketlandslag använder sången som sin inofficiella sång.